# Lacipoda immunda
Lacipoda immunda är en insektsart som beskrevs av Brunner von Wattenwyl 1895. Lacipoda immunda ingår i släktet Lacipoda och familjen vårtbitare. Inga underarter finns listade i Catalogue of Life.